# Діти сонця (фільм, 1956)
«Діти сонця» — український радянський фільм-спектакль 1956 року режисерів Олексія Швачка та Володимира Неллі. Екранізація однойменної п'єси Максима Горького.

## Сюжет
Провінційний місто початку XX ст. Тут мешкає вчений-хімік Павло Протасов, не помічаючи нічого навколо себе, він мріє про красиве і сильне плем'я людей майбутнього — «дітей сонця». Занурений в роботу, добрий і м'який за вдачею, він прирікає на тяжку самотність свою дружину Олену. Любов художника Вагіна до Олени Протасов сприймає лише як перешкоду, що відриває його від роботи.

## У ролях
- Михайло Романов — Павло Федорович Протасов
- Тетяна Сємічова — Олена Миколаївна, дружина Протасова
- Ліда Предаєвич — Ліза, сестра Протасова
- Ліда Карташова — Антонівна, нянька
- Юрій Лавров — Вагін
- Віктор М'ягкий — Борис Миколайович Чепурний
- Ганна Ніколаєва — Меланія
- Олексій Бунін — Назар
- Олег Борисов — Міша
- Неоніла Гнеповська — Фімка
- Мойсей Розін — Ігор
- Олена Метакса — Авдотья, дружина Ігоря
- Сергій Петров — Яків Трошин
- Олексій Биков — Роман
- Галина Жирова — Луша
- Борис Марін — лікар[1][2]